# Mijaíl Koltsov
Mijaíl Efímovich Koltsov (Kiev, 31 de mayojul./ 12 de junio de 1898greg. - Moscú, 2 de febrero de 1940 o 4 de abril de 1942) fue un periodista soviético. Es considerado el hombre de Stalin en Madrid durante la guerra civil española, aunque posteriormente fuera denunciado, sentenciado y ejecutado por el régimen estalinista. A la muerte del dictador en 1953, su figura fue rehabilitada.

## Biografía
Era hijo de un zapatero judío y hermano de Borís Yefímov. Koltsov participó en la Revolución Rusa en 1917, pasó a ser miembro del Partido Bolchevique en 1918 y tomó parte en la subsiguiente guerra civil. Comunista convencido, pronto se convirtió en una figura clave de la élite intelectual soviética y posiblemente en el periodista más famoso de la URSS, debido principalmente a sus bien escritos ensayos y artículos satíricos, en los que criticaba la burocracia y otros fenómenos negativos en la Unión Soviética.
Estudió medicina y en 1920 o 1922 comenzó a escribir regularmente en Pravda. Fundó revistas populares como Krokodil y Ogoniok y fue miembro de la junta editorial de Pravda. Como corresponsal de este último medio, realizó numerosos viajes: Asia, Hungría, Alemania o Yugoslavia, que describió en sus reportajes periodísticos.

### Viajes a España y guerra civil española
Viajó a España en dos ocasiones, entre mayo y julio de 1931 (fruto de este viaje escribió artículos para Pravda, que se publicaron en ruso en 1933 como La primavera española) y para cubrir la guerra civil española, entre agosto de 1936 y noviembre de 1937, al tiempo que trabajaba para la NKVD. Autores como Hugh Thomas, citado por Ian Gibson en Paracuellos: cómo fue, lo describen como "el agente personal de Stalin en España, y en ocasiones tenía línea directa con el Kremlin". Koltsov aparece en la novela de Ernest Hemingway Por quién doblan las campanas, bajo la identidad de Karkov. Algunos autores, como Ian Gibson, lo consideran el responsable de los fusilamientos de Paracuellos, que tuvieron lugar en Madrid en noviembre y diciembre de 1936.
Describió sus experiencias en el libro Diario de la guerra española, publicado en ruso en 1938 con gran éxito y traducido al castellano en 1963 y 1978. En su libro hablaba así de España:

"...Jamás habíamos conocido a este pueblo lejano y ajeno (...) nada le enseñamos y nada aprendimos de él (...) El estante español del lector ruso también permanecía casi vacío, polvoriento. En él se podía encontrar a Don Quijote, a Don Juan (que se pronunciaba Don Zhuán, a lo francés), Sevilla, seguidilla, Carmen y los toreros (...) La cultura de la Roma antigua, el Renacimiento italiano son civilizaciones maravillosas, que fecundaron el arte de todo el mundo, en particular el de nuestro país. Pero, no se sabe por qué, al mismo tiempo sirvieron para ocultarnos España (...) su pueblo, brillante, original y espontáneo..."
 Diario de la guerra española

Poco antes de regresar a Moscú en 1937 defiende el realismo socialista en el II Congreso Internacional de Escritores para la Defensa de la Cultura, celebrado en Valencia, Madrid, Barcelona, y clausurado en París:

"...¿Cómo debe reaccionar el escritor al entrar en contacto con la guerra civil en España? Sin duda alguna tienen razón los que opinan que el escritor debe combatir al fascismo con el arma que mejor domina, es decir, con la palabra. (...) Pero hay instantes en que el escritor -me refiero a algunos- se ve obligado a convertirse en protagonista de su obra, cuando no puede confiarse a unos personajes de ficción, aunque los haya inventado él mismo. Sin eso el hilo de su arte se rompe, siente que sus personajes han avanzado, mientras que él se ha quedado rezagado. Pero, indudablemente, los escritores deben participar en la lucha, antes que nada, como escritores ..."
Diario de la guerra española, p. 469.

### Detención, ejecución y rehabilitación
En noviembre de 1937 fue llamado de regreso a la Unión Soviética. Aunque el libro Diario de la guerra española fue bien recibido e incluso elogiado por Stalin el 12 de diciembre de ese mismo año, Koltsov se vinculó rápidamente con Yevguenia Feigenberg, la influyente esposa del jefe máximo de la NKVD, Nikolái Yezhov; poco después formuló sus primeras críticas hacia la Gran Purga. En diciembre de 1938 Koltsov fue detenido -acusado al parecer por André Marty, la máxima autoridad de las Brigadas Internacionales-, bajo la acusación de antisovietismo y de participar en actividades terroristas, como parte de la Gran Purga. Fue condenado a muerte el 1 de febrero de 1940 y fusilado al día siguiente.
Koltsov, al igual que otras víctimas de las purgas de Stalin, fue rehabilitado después de la muerte del dictador, en 1953.

## Obra publicada
- 1963 - Mijail Koltsov, Diario de la guerra de España, Ruedo ibérico.